# Bazyliszek płatkogłowy
Bazyliszek płatkogłowy (Basiliscus plumifrons) – gatunek jaszczurki z rodziny hełmogwanowatych (Corytophanidae).

## Zasięg występowania
Występuje w Ameryce Centralnej od wschodniego Hondurasu po zachodnią Panamę.

## Budowa ciała
Długość samców dochodzi do 90 cm, a samic do 50 cm. Tułów i ogon silnie bocznie spłaszczone. Na głowie samców znajduje się wysoki, trójkątny płat skórny, zaś na grzbiecie i ogonie silnie rozwinięty, dwudzielny  grzebień. Ubarwienie ciała jest zielone z licznymi jasnożółtymi i niebieskimi, nieregularnymi plamkami i słabo zarysowanymi ciemnymi pręgami na głowie i tułowiu, a na ogonie z ułożonymi na przemian jasnymi i ciemnymi obwódkami.

## Biologia i ekologia
Zamieszkuje wilgotne lasy, głównie wzdłuż strumieni. Prowadzi nadrzewny i dzienny tryb życia. Ciekawym przystosowaniem jest umiejętność biegu po wodzie. Młode osobniki są owadożerne, a dorosłe częściowo roślinożerne.
Bazyliszek rozpoczyna gody w porze deszczowej. Po 3 tygodniach od kopulacji samica składa 4–17 jaj. Inkubacja trwa ok. 8–10 tygodni, a wylęg od 1 do 2 dni. Bazyliszki dojrzałość płciową osiągają po ok. 18–24 miesiącach.